# Betsabea (nome)
Betsabea  è un nome proprio di persona italiano femminile.

## Varianti in altre lingue
- Basco: Betsabe
- Catalano: Betsabé
- Ceco: Batšeba
- Croato: Batšeba
- Danese: Batseba
- Ebraico: בַּת־שֶׁבַע (Batsheva, Bat-Sheva, Bathshebha)[1][2]
- Esperanto: Batseba
- Francese: Bethsabée
- Greco moderno: Βηθσαβεέ (Vīthsavee)
- Inglese: Bathsheba[1][3][4]
- Norvegese: Batseba
- Olandese: Batseba, Bathseba
- Polacco: Batszeba
- Portoghese: Betsabá
- Russo: Вирсавия (Vitsavija)
- Slovacco: Batšeba
- Spagnolo: Betsabé
- Svedese: Batseba
- Tedesco: Bathseba
- Turco: Batşeba
- Ungherese: Betsabé

## Origine e diffusione

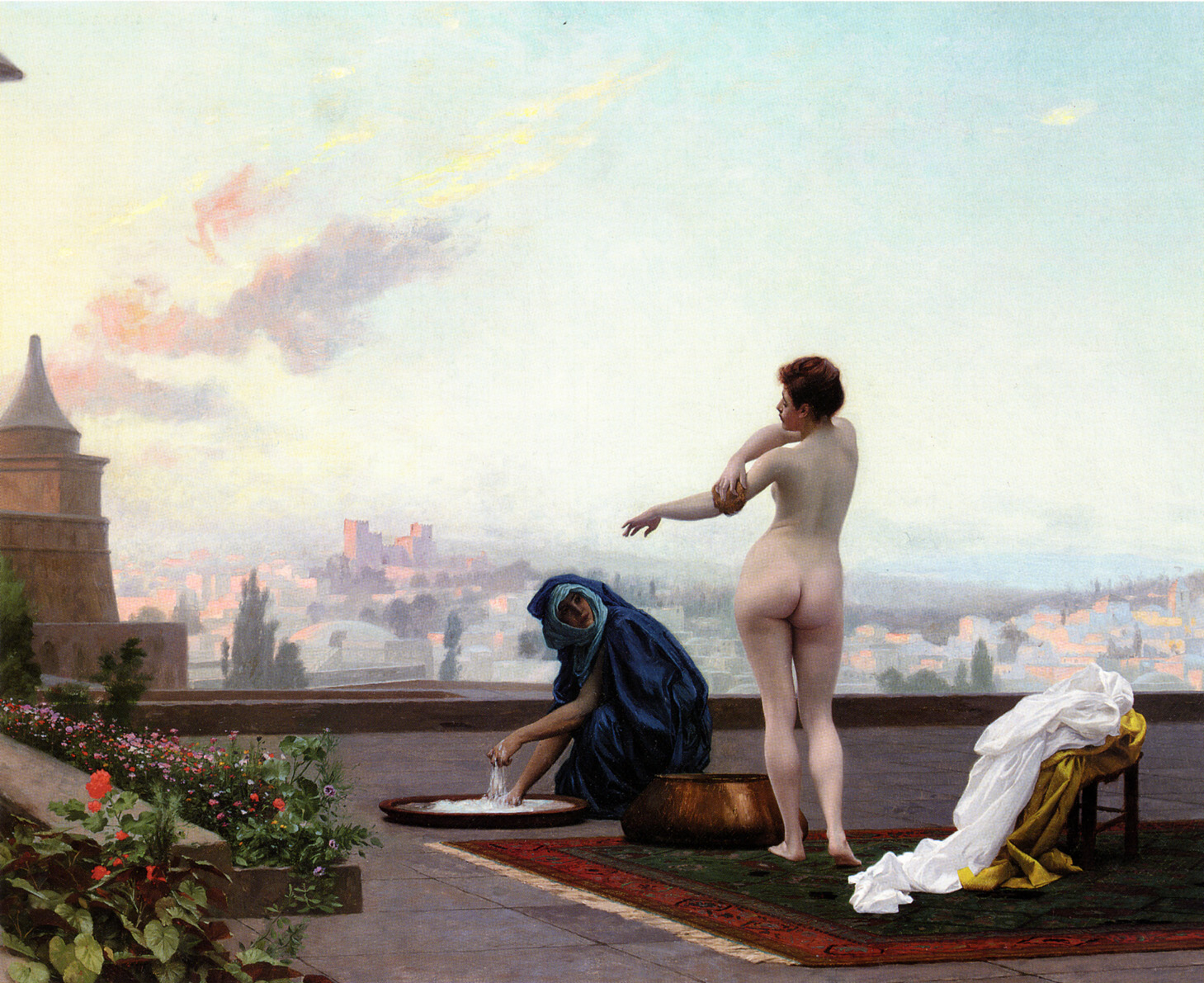
Betsabea, di Jean-Léon Gérôme

È un nome di tradizione biblica: nell'Antico Testamento, Betsabea è la donna che re Davide sposa dopo averne fatto uccidere il marito Uria, e dalla quale sarebbe nato re Salomone. La sua storia è raccontata nei due libri di Samuele e anche nel primo libro delle Cronache e nel primo libro dei Re, e secondo la tradizione Pr 31 fu scritto da Salomone in suo onore.
Etimologicamente, continua l'antico nome ebraico בַּת־שֶׁבַע (Bat-Sheva, Bathshebha), che vuol dire "figlia del giuramento" o "settima figlia" (il sette è un numero molto simbolico nella cultura ebraica), in quanto basato su bath ("figlia"). Il personaggio biblico è chiamato anche bath-shua` ("figlia dell'opulenza" o "della sazietà" o "della voluttà").

## Onomastico
Nessuna santa ha portato questo nome, che quindi è adespota; l'onomastico si può festeggiare il 1º novembre, ricorrenza di Ognissanti.

## Il nome nelle arti
- Bathsheba è un personaggio del film del 1947 La figlia del pirata, diretto da Sam Newfield.
- Miss Bathsheba è un personaggio del film del 2012 Re della terra selvaggia, diretto da Benh Zeitlin.
- Bathsheba Everdene è un personaggio del romanzo di Thomas Hardy Via dalla pazza folla[4].
- Sheba Hart è un personaggio del romanzo di Zoë Heller La donna dello scandalo, e del film da esso tratto Diario di uno scandalo, diretto da Richard Eyre.